# لويس رالف
لويس رالف (بالألمانية: Louis Ralph)‏ (و. 1878 – 1952 م) هو مخرج أفلام، وكاتب سيناريو، وممثل مسرحي، وممثل أفلام نمساوي، ولد في غراتس، توفي في برلين، عن عمر يناهز 74 عاماً.

## وصلات خارجية
- لويس رالف على موقع IMDb (الإنجليزية)
- لويس رالف على موقع ألو سيني (الفرنسية)
- لويس رالف على موقع أول موفي (الإنجليزية)
- لويس رالف على موقع قاعدة بيانات الأفلام السويدية (السويدية)
- لويس رالف على موقع قاعدة بيانات الفيلم (الإنجليزية)
- لويس رالف على موقع كينوبويسك (الروسية)